# Могилёвский сельсовет (Дагестан)
Могилёвский сельсовет  — административно-территориальная единица и муниципальное образование со статусом сельского поселения в Хасавюртовском районе Дагестана Российской Федерации.
Административный центр — село Могилёвское.

## Населённые пункты
На территории поселения находятся населённые пункты:
1. село Могилёвское
2. село Петраковское

## Население
| 2002  | 2010  | 2012  | 2013  | 2014  | 2015  | 2016  |
| ----- | ----- | ----- | ----- | ----- | ----- | ----- |
| 3413  | ↗4866 | ↗4986 | ↗5135 | ↗5270 | ↗5435 | ↗5564 |
| 2017  | 2018  | 2019  | 2020  | 2021  | 2023  | 2024  |
| ↗5706 | ↗5880 | ↗6055 | ↗6171 | ↗7420 | ↗7551 | ↗7646 |
| 2025  |       |       |       |       |       |       |
| ↗7727 |       |       |       |       |       |       |

В 2010 году в сельском поселении проживало 4866 человек (3,6 % населения района).